# Driulis González
Driulis González Morales (Guantánamo, 21 februari 1973) is een Cubaans judoka.
González nam deel aan een recordaantal van vijf Olympische Zomerspelen als judoka. González won in 1992 de bronzen medaille in het lichtgewicht. González werd in 1995 en in 1999 wereldkampioen in het lichtgewicht. González behaalde haar grootste succes met het winnen van olympisch goud tijdens de Olympische Zomerspelen 1996. Vier jaar later in Sydney verloor González de olympische finale van de Spaanse Isabel Fernández. Na deze spelen stapte  over naar het halfmiddengewicht. González won in 2004 de olympische bronzen medaille in deze klasse en in 2007 de wereldtitel. González won zevenmaal de titel op de Pan-Amerikaanse kampioenschappen judo en viermaal tijdens de Pan-Amerikaanse Spelen.

## Resultaten
- Olympische Zomerspelen 1992 in Barcelona  in het lichtgewicht
- Wereldkampioenschappen judo 1993 in Hamilton  in het lichtgewicht
- Wereldkampioenschappen judo 1995 in Chiba  in het lichtgewicht
- Olympische Zomerspelen 1996 in Atlanta  in het lichtgewicht
- Wereldkampioenschappen judo 1997 in Parijs  in het lichtgewicht
- Wereldkampioenschappen judo 1999 in Birmingham  in het lichtgewicht
- Olympische Zomerspelen 2000 in Sydney  in het lichtgewicht
- Wereldkampioenschappen judo 2003 in Osaka  in het halfmiddengewicht
- Olympische Zomerspelen 2004 in Athene  in het halfmiddengewicht
- Wereldkampioenschappen judo 2005 in Caïro  in het halfmiddengewicht
- Wereldkampioenschappen judo 2007 in Rio de Janeiro  in het halfmiddengewicht
- Olympische Zomerspelen 2008 in Peking 5e in het halfmiddengewicht

1992: Miriam Blasco ·
1996: Driulis González ·
2000: Isabel Fernández ·
2004: Yvonne Bönisch ·
2008: Giulia Quintavalle · 
2012: Kaori Matsumoto · 
2016: Rafaela Silva · 
2020: Nora Gjakova · 
2024: Christa Deguchi